# LuAZ-969
Le LuAZ 969 était un petit véhicule tout-terrain produit par LuAZ de 1969 à 1995. Environ 98 000 unités du véhicule ont été produites et vendues. Le véhicule était basé sur le châssis du véhicule amphibie LuAZ-967. Le véhicule a été exporté à Cuba, au Chili, en Bulgarie, en Roumanie et en Yougoslavie. Le véhicule a été constamment modernisé mais a finalement été arrêté en 1995. Le véhicule est considéré comme le Land Rover Defender «ukrainien» car il a de nombreuses capacités hors route et est assez fiable. Le véhicule était le dernier véhicule produit par LuAZ car la société a ensuite été fusionnée avec AvtoVAZ et le véhicule a été remplacé par le similaire Lada Niva.
Certaines versions du véhicule ont également été produites par ZAZ de 1988 à 1990. Le véhicule était assez populaire au cours de ses années et est considéré comme assez compétitif par rapport à la Lada Niva dans ses capacités tout-terrain et en 1989, il a reçu un moteur plus modernisé. Le véhicule devait également être produit jusqu'en 2015, mais ces plans ont échoué et sa production a pris fin en 1995. Bien que cela soit parfois mentionné, le LuAZ 969 ne partage pas sa suspension avec le camion ZIS-150. Le premier a 4 roues indépendantes, tandis que le second repose sur des essieux rigides. Il suffit de regarder les deux engins en photos pour le constater. Les dimensions n'ont d'ailleurs aucune similitude. Le véhicule est devenu très populaire et est considéré comme un véhicule emblématique en Ukraine et dans certains autres pays d'Europe de l'Est,.